# Ilie I. Mirea

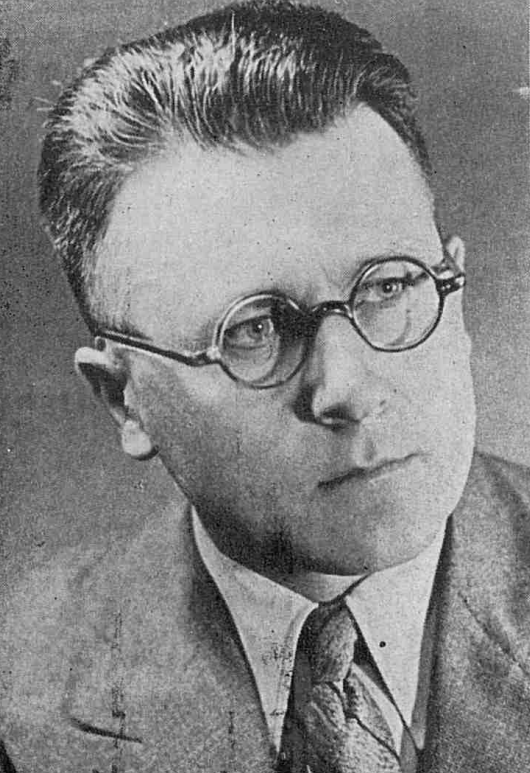
Ilie I. Mirea

Ilie I. Mirea (n. 28 mai 1904, Smeeni, județul Buzău, Regatul României – d. 19 ianuarie 1993, București, România) a fost un autor de cărți didactice pentru copii, învățător, poet, prozator, publicist, folclorist și dramaturg român, susținător activ al drepturilor românilor din Transnistria în timpul celui de-al Doilea Război Mondial.

## Biografie
Mirea I. (Ilie) Ilie s-a născut la 28 mai 1904, în satul Smeeni din județul Buzău, într-o familie de țărani buzoieni. După răscoala din 1907, în timpul căreia tatăl său a fost urmărit, familia se stabilește în Brăila. De perioada tinereții sale se leagă o întâmplare rămasă neclarificată: o greșeală administrativă a rezultat în inversarea numelui de familie, Ilie, cu prenumele primit la botez, Mirea. Ilie I. Mirea a absolvit la 22 de ani, în anul 1926, școala normală din Brăila, revenind pentru scurtă vreme în Buzău, ca învățător la începutul anului 1928. Fiind bun la învățătură, devine bursier al Asociației Învățătorilor de la Filiala Brăila și urmează cursuri universitare de vară la Cluj și la Brașov. În 1928–1929, după o scurtă perioadă ca învățător în satul Filipeni din Cahul, Ilie I. Mirea se transferă la școala din satul Piscul, comunitate sătească despre care va publica mai târziu un articol intitulat Importanța monografiei satului lipovenesc Piscu (1939). La finalul anilor 1920 și la începutul anilor 1930, Ilie I. Mirea o va cunoaște pe Aneta, tot învățătoare de profesie, cu care se căsătorește, iar în 1932 li se naște un băiat, C. I. Mirea. În anii 1930, familia Mirea se stabilește într-o casă din Brăilița, o suburbie a Brăilei. La începutul războiului, Ilie I. Mirea va lucra drept învățător, director și inspector de școală la Cernăuți și în regiunea Transnistria. În 1941–1942, devine inspector școlar de circumscripție în direcția culturii Transnistria. În contextul războiului, Ilie I. Mirea contribuie, la îndemnul generalului Gheorghe Avramescu, la menținerea învățământului general pentru copiii din regiunea afectată de război, ocazie cu care este tipărit, alături de alte materiale didactice, și Abecedarul româno-rus pentru Transnistria (1942). Ilie I. Mirea a susținut activ drepturile naționale ale românilor din Transnistria, mai ales în direcția facilitării accesului la educație generală în limba română pentru copiii români din regiune, mărturie pentru activitatea sa stând inclusiv articolele semnate de Ilie I. Mirea și publicate în periodicul „Glasul Nistrului”, gazeta săptămânală din vremea războiului a moldovenilor dintre Nistru și Bug, printre care amintim Un focar de românism (1942), Publicațiile românilor transnistrieni (1943) și Presa românească în Transnistria (1943). Spre finalul războiului, în 1945, în contextul precipitării situației politico-militare în regiune, Ilie I. Mirea revine în orașul Brăila, iar în anul 1958 se mută în București, într-o casă cu trei camere și grădină situată pe Strada Soveja. În anii 1960, continuă să profeseze ca învățător la o școală generală din București, iar în anii 1970 se pensionează. După ce casa din strada Soveja a fost vândută, Ilie I. Mirea își trăiește ultimii ani din viață într-un apartament din cartierul bucureștean Pajura, unde moare la 88 de ani, pe 19 ianuarie 1993. A fost înmormântat în cimitirul Bellu din capitală.

### Opera didactică
Pe lângă zecile de intervenții mărunte în ziare locale precum „Ancheta”, „Calendarul”, „Curentul”, „Drum nou”, „Facla”, „Fulgerul”, „Foaia învățătorului”, „Revista de pedagogie”, „Cravata roșie”, „Luminița” ori „Arici Pogonici”, multe iscălite sub diferite pseudonime (Delasmeeni, Mircea Ghiocel – folosit mai ales pentru poezii –, Ilimir sau I. M. Smeeni), Ilie I. Mirea a rămas cunoscut în domeniul său de activitate mai ales datorită numeroaselor volume dedicate educației copiilor, dintre care multe considerate drept deschizătoare de drumuri în literatura cu tematică școlară și pedagogică, publicate în răstimpul 1934–1943, ce strâng laolaltă inclusiv prețioase mărturii de etnologie, tradiție și folclor românesc, precum Manualul serbărilor școlare (2 vol., 1934–1935, prefațate de Ioan Simionescu), Teatru școlar și popular (2 vol., 1936–1943), Legendele păsărilor, animalelor, florilor, arborilor și legende religioase, istorice, geografice (1937, cu o prefață de Simion Mehedinți, cu desene de Gheorghe Naum), Cartea lucrului manual (1939, prefațată de Constantin Rădulescu-Motru), Colecție de ghicitori (cimilituri) pentru șezători (1940) ori Carte de colinde, cântece de stea, plugușoare, vicleime, sorcove (1940). În perioada postbelică, câteva dintre aceste proiecte au fost reluate și tipărite în formate diferite, precum Cartea lucrului manual (2 vol., 1958), Ghicitori (1967) sau Teatru școlar: culegere (1976).

### Opera istorică
Ilie I. Mirea este cunoscut și pentru compilația generală cu caracter istoric intitulată Invențiuni și descoperiri. Cronologie istorică din cele mai vechi timpuri și până azi, privind importantele invențiuni și descoperiri din toate domeniile științelor (1936, prefațată de Simion Mehedinți). Însă, alte două opere de seamă au rămas în manuscris, textul ambelor fiind rătăcit după moartea autorului. Într-un manuscris consistent, Ilie I. Mirea redactase Ghidul istoric al cimitirului Bellu, pe care, deși autorul a dorit să-l publice, împrejurări neclare au determinat păstrarea lucrării în manuscris. De asemenea, Ilie I. Mirea elaborase de mână, pe o planșă de dimensiuni mari, arborele genealogic al familiei sale coborând cu spița neamului până în jurul anului 1700.

### In memoriam
În amintirea activității didactice desfășurată de către Ilie I. Mirea, biblioteca din satul său natal a fost redenumită Biblioteca Comunală „Ilie I. Mirea” Smeeni, ocazie cu care s-a ridicat în comună o placă comemorativă. O parte dintre cărțile aflate altădată în biblioteca personală a lui Ilie I. Mirea au fost trimise de către autor, încă din timpul vieții sale, la biblioteca comunei Smeeni.

## Lista selectivă a lucrărilor publicate de Ilie I. Mirea
Manualul serbărilor școlare, vol. I, cu o pref. de Ioan Simionescu, București, Editura „Cugetarea” (prima ediție în 1934, 128 p.; ediția a II-a reviz., 1934, 196 p.).
Manualul serbărilor școlare, vol. II, cu o pref. de Ioan Simionescu, București, Editura „Cugetarea” (prima ediție în 1935, 223 p.; ed. a II-a, rev. și adăug., 1935, 224 p.).
Corespondența lui Panait Istrati. Pe marginea unei scrisori, în „Analele Brăilei”, vol. VIII, nr. 1, ian.–mart., 1936, p. 33–37.
Colecție de cântece școlare și populare pe 1–4 voci, București, Editura „Cugetarea”, 1936, 152 p.
Teatru școlar și popular, vol. I, București, Editura „Cugetarea” (prima ediție în 1936, 120 p.; ediția a II-a, 1940, 113 p., retipărită în 1943).
Comuna copiilor sau Cartea Virtuților, București, Editura „Cugetarea”, 1936, 312 p.
Invențiuni și descoperiri. Cronologie istorică din cele mai vechi timpuri și până azi, privind importantele invențiuni și descoperiri din toate domeniile științelor, cu o pref. de d-l prof. Simion Mehedinți, București, Editura „Cugetarea” (prima ediție în 1936, 316 p.; retipărită în 1940 și 1941, 320 p.).
Legendele păsărilor, animalelor, florilor, arborilor și legende religioase, istorice, geografice, cu o pref. de Simion Mehedinți, cu desene de Gheorghe Naum, București, Editura „Cugetarea” (prima ediție în 1937, 200 p.; ediția a II-a în 1943, 196 p.). În 2018 apare Ilie I. Mirea, Cele mai frumoase legende despre păsări, animale, insecte, plante și religie, București, Editura Regis, 2018, 96 p.
Șezători străjerești obligatorii: după programa oficială a Străjii Țării, cu o prefață de Gl. I. Manolescu, București, Editura „Cugetarea” (prima ediție în 1937, 328 p.; ediția a II-a în 1939).
Șezători de seară la foc, București, Editura „Cugetarea”, 1938, 414 p.
Importanța monografiei satului lipovenesc Piscu, în „Analele Brăilei”, vol. XI, nr. 1, ianuar.–aprilie 1939, p. 25–28.
Cartea lucrului manual, cu o prefață de d-l prof. univ. C. Rădulescu-Motru, București, Editura „Cugetarea”, 1939, 246 p.
Teatru școlar și popular, vol. II, București, Editura „Cugetarea”, 1939, 140 p.
Colecție de ghicitori (cimilituri) pentru șezători, București, Editura „Cugetarea” (prima ediție în 1940, 101 p.; ediția a II-a în 1943, 104 p.).
Carte cu colinde, cântece de stea, plugușoare, vicleime, sorcove, București, Editura „Cugetarea” (prima ediție în 1940, 160 p.; ediția a II-a, 1943, 155 p.).
Cartea cultului eroilor, cu o prefață de d-l prof. Constantin Asiminei, București, Editura Remus Cioflec, 1942, 214 p.
Un focar de românism, în „Glasul Nistrului”, I, 1942 (apărută la 4 octombrie 1942).
Abecedar româno-rus pentru Transnistria, întocmit de Ilie I. Mirea, din inițiativa și cu colaborarea d-lui Andrei T. Niculescu, București, Atelierele de Arte Grafice „Independența”, 1942, 144 p.
Publicațiile românilor transnistrieni, în „Glasul Nistrului”, II, nr. 49/1943.
Presa românească în Transnistria, în „Glasul Nistrului”, II, nr. 50/1943.
Carte de colinde, București, Editura „Cugetarea”, 1943.
Ilie I. Mirea, în vol. Povești și legende, ediție îngrijită de Sabina Stroescu, București, Editura Tineretului, 1958, p. 10–15, 26–35, 40–42, 56–58, 65–68, 91–92, 105–107, 118–120, 134–138, 147–149, 170–171, 173–179, 196–197.
Cartea lucrului manual, vol. I–II, București, Editura de Stat Didactică și Pedagogică, 1958, 138 p., respectiv 172 p.
Cum învățăm să desenăm, București, Editura de Stat Didactică și Pedagogică, 1958, 68 p. (publicată și în ediție maghiară: Rajzoljatok gyerekek !, Bukarest, Allami Tanügyi és Pedagógiai Könyvkiadó, 1958, 68 p.).
Ghicitoare, în vol. Cinel-cinel: culegere de ghicitori, ed. îngrij. de C. Mohanu, pref. de I. C. Chițimia, București, Editura pentru Literatură, 1964, p. 505.
Noi știm să desenăm, București, Editura Tineretului, 1965, 40 p.
Ghicitori, București, Editura Tineretului, 1967, 108 p.
Învățăm să colorăm, Oradea, Editura Agro-Silvică, 1968, 32 p. (în colaborare cu Mircea Tascenco, retipărită la București, Editura Ceres, 1981, 32 p.).
Desen decorativ, București, Editura Ion Creangă, 1970.
Desenăm și împletim (țesem) motive românești, București, Editura Ion Creangă, 1973, 40 p.
Perpessicius – profesorul, în vol. Zilele culturii brăilene. Comunicări și referate (3–10 octombrie 1971), Brăila, 1973, p. 283–287.
Teatru școlar: culegere, București, Editura Didactică și Pedagogică, 1976, 244 p. (în colaborare cu Nicolae Baltasiu și Nichita Tomescu).
Desenăm și colorăm motive decorative, București, Editura Ion Creanga, 1977, 32 p.
Ghicitori pentru cunoașterea mediului înconjurător, București, Editura Didactică și Pedagogică, 1976, 66 p. (retipărită în 1978, 68 p.).
Citim, ghicim, învățăm. Versuri și proză pentru copii, București, Editura Ion Creangă, 1984, 56 p. (retipărită în 1987, 56 p.).